# Archivio Dryton e Apollonia
L'archivio Dryton e Apollonia è composto da frammenti di 40 papiri scritti in greco koinè e demotico tra il 150 ed il 99 a.C., anche se alcuni degli eventi descritti risalgono al 176/175 a.C. L'archivio contiene testamenti, transazioni finanziarie e divorzi della famiglia Dryton, che visse in Tebaide, e precisamente a Tolemais e Pathyris. Questi documenti sono sparsi per il mondo, e fanno parte di collezioni posizionate negli Stati Uniti d'America, in Inghilterra, in Francia, in Germania ed in Egitto.

## Contenuto
L'importanza di questo archivio è data dal fatto che i documenti sembrano passare da una lingua all'altra in un modo che farebbe presupporre il bilinguismo dell'intera famiglia. Dryton era un ufficiale di cavalleria di Tolemais, una città greca dell'Alto Egitto. Si sa che fu sposato con Sarapias, dalla quale ebbe un figlio, Esthladas. Divorziarono, e Dryton portò con sé il figlio nel suo trasferimento a Pathyris attorno al 152 a.C. Fu qui che incontrò la sua seconda moglie, Apollonia, nota anche col nome egizio di Senmonthis, probabilmente adolescente, mentre lui aveva già attorno ai 50 anni. I Greci dell'Egitto tolemaico si sposavano solo con altri greci, e non interagivano con i nativi. Nonostante questo, sembra che Dryton abbia sviluppato uno stile di vita di tipo egizio verso la fine della sua vita, in seguito al matrimonio con Apollonia. Sembra che Esthladas abbia seguito le orme del padre, diventando un militare di professione ed un proprietario terriero. Sembra essersi adattato ad uno stile di vita egizio, e divenne un grande conoscitore della lingue egizie di demotico e greco, dato che molti dei documenti più recenti parlano di lui. Ereditò la maggior parte delle terre e dei beni in seguito alla morte del padre, ma condivise alcune delle terre con la matrigna e con le sorellastre.
Un altro punto importante per coloro che studiano questo archivio è la relazione tra la matrigna e le cinque figlie (Apollonia/Senmouthis, Aristo/Semonthis, Aphrodisia/Takhratis, Nikarion/Thermouthis, Apollonia the Younger/Senpelaia) in modo da capire i ruoli dei vari sessi nelle famiglie greche ed egizie. Nel testamento di Dryton del 126 a.C. il capofamiglia dice:
"Ed a mia moglie Apollonia chiamata anche Senmonthis, se resta in casa ed è irreprensibile, [i suoi figli] daranno ogni mese per quattro anni per il mantenimento di lei e delle sue due figlie 2½ artab di frumento, 1/12 di croton, e 200 dracme di rame... Qualsiasi proprietà Senmonthis possa avere acquistato per sé durante il matrimonio con Dryton, resterà di sua proprietà".
Oltre a mantenere il possesso dei terreni, Apollonia era anche coinvolta nel prestito di denaro, che viene citato in numerosi documenti che registrano le transazioni finanziarie. Le sue cinque figlie furono tutte adottate ed allevate in base al principio egizio secondo cui non andava commesso infanticidio, a prescindere dal denaro o dal sesso. Questo, in particolare, garantì alle figlie una parte del patrimonio. Fornì anche le doti per Aristo e Aphrodisia. In quel tempo sembra che la prima figlia, Apollonia, fosse già maritata, e quindi non ricevette somme aggiuntive di denaro. Nikarion ed Apollonia la Giovane erano semplici figli, ed una somma di denaro gli fu data fino al raggiungimento dei 17 o 18 anni di età. In tutto, sembra che questo testamento sia tipico di un cittadino greco del periodo ellenistico.